# 国塚一乗
国塚 一乗（くにづか かずのり、1917年1月16日 - 没年不明）は、日本の軍人、事業家。
太平洋戦争において通訳将校として活躍。杉田一次に評価され、その部下でインド国民軍の編成やインド独立に影響を与えた藤原岩市の通訳として従事。以後モーハン・シンやスバス・チャンドラ・ボースからの信任を得る。

## 経歴
山口高等商業学校卒。戦前は神戸の貿易会社に勤務。1939年1月、広島第二電信連隊入営。半年後に陸軍通信学校に入学。英語で修養日記を書くことが注目され、第5師団司令部付を命じられ参謀付将校へ昇進する。

## 太平洋戦争

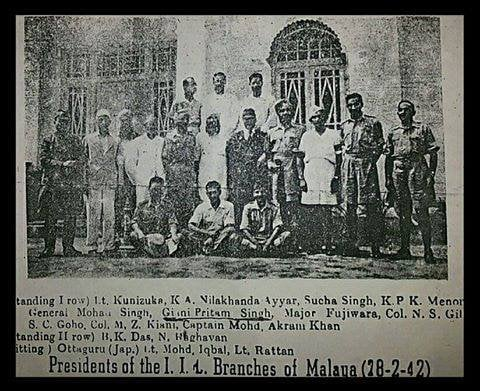
ゴッホ―邸前のインド独立連盟の面々。中列左端が国塚。3人おいてモーハン・シン、プリタム・シン、藤原。

太平洋戦争開戦時の1941年12月8日早朝、タイ最南端のシンゴラに上陸。日泰軍事協定直前の上陸であり、激しい抵抗に遭遇する。マレー作戦に参加中、俘虜訊問でパトナイク軍医中尉と信頼関係を構築する。インド俘虜係として滑走路工事を指揮している際、杉田一次中佐に戦闘機用の滑走路はいらん、爆撃機用の滑走路を作れと文句を突き付けられる。国塚が俘虜を速やかに整列させると、杉田は表情を一変し「俺がお前を、特務機関に入れてやる。藤原機関だ。あす午前10時。軍司令部へ来い」と言い残し、上機嫌で帰っていった。翌1月16日、国塚は池谷大佐の紹介でアロルスターの警察署に置かれたF機関へ赴き、藤原岩市と面会、藤原の精神に感銘を受ける。藤原は国塚の力を借りながら、当時信頼を深めていたモーハン・シン大尉の言い分を一つ一つ反駁して口説いた。その中で国塚とシンの間にも信頼関係が出来上がった。国塚は陸軍中野学校出身者である土持則正大尉、中宮悟郎中尉、米村弘少尉らと共にインド兵捕虜に教育を行い、寝返り工作に活用させた。F機関は投降したインド兵を懐柔し、後にモーハン・シンが率いるインド国民軍へ発展させた。
シンガポール陥落直後、藤原、山口源等に同行した国塚はハリマオこと谷豊が入院しているのを目撃。この時の印象について国塚は「これが有名なハリマオか。米村が話していたハリマオか。妹が殺されたのはこの人か。貧相な人だな。大強盗をやるような人かな。しかし命を張って偉い人だな」と述懐している。
F機関が岩畔機関に発展すると、元英印軍のシンとラス・ビハリ・ボースら在日インド人の間で対立が深まり、インド国民軍の瓦解の危機が生じた。インド国民軍司令官の罷免を通告させられたシンは官邸を出るや憲兵に連行され流刑となった。同年末、国塚はシンを慰めるためインドの食品を用意して島を訪れた。シンは遠戚のラタン・シン中尉や召使いと過ごしており、鶏をつぶして国塚に夕食をふるまった。その後国塚は元F機関員の中宮と共にビルマへ異動し、小川三郎少佐を班長とした軍事班に転属した。終戦時は大尉。

## 戦後
終戦後はシンガポールのバンワン刑務所、チャンギ―刑務所に投獄。1947年5月5日、釈放。戦後カルカッタに渡り日印商事株式会社を設立。これは国塚がボースの最期の4年を現地で語った際、聴衆だったひとりの紳士が感激し、国塚を招待して10万ルピー、事務所、自動車を提供し起業したものだったという。1958年、自身の戦争体験をまとめた「印度洋にかかる虹 : 日本兵士の栄光」を出版、映画「静かなり暁の戦場」の原作となった。1973年3月、香港に移住し「World Ventures Ltd.」を設立。1995年1月17日、阪神・淡路大震災に被災。1998年、映画「プライド・運命の瞬間」の監修に参加。2002年1月14日時点で在命であった。